# Tomasz Kucharski
Tomasz Bogusław Kucharski, född den 16 februari 1974 i Gorzów Wielkopolski i Polen, är en polsk roddare.
Han tog OS-guld i lättvikts-dubbelsculler i samband med de olympiska roddtävlingarna 2004 i Aten.